# Festival Cinema com Farinha
O Festival Cinema com Farinha (Festival Audiovisual do Sertão Paraibano) é um evento cultural que acontece anualmente na cidade de Patos na Paraíba, e visa proporcionar um espaço de encontro para a discussão e exibição da produção audiovisual local, regional e nacional, e ainda, atender à demanda existente para esse tipo de manifestação cultural no sertão paraibano.
O evento tem por finalidade levar ao grande público, significativa mostra da produção audiovisual brasileira e regional, e ainda, reunir personalidades ligadas a esta atividade, promovendo debates, oficinas, lançamentos e publicações, etc.
O Festival deseja também contribuir para a projeção nacional da cidade de Patos e do Estado do Paraíba. O Cinema com Farinha é promovido pela DSProduções, composta por profissionais e estudantes da área de comunicação.